# 흑산군도
흑산군도(黑山群島)는 전라남도 목포에서 남서쪽 약 90km 해상에 있는 군도이다. 대흑산도를 중심으로 대소 68개의 섬으로 형성되었으며 면적은 50여 km2이다. 가거도에는 639ｍ, 대흑산도 378ｍ, 홍도 368ｍ의 산이 솟아 평야는 거의 없고, 농산물의 생산량은 2개월 분의 자급량 밖에 안되지만, 포경의 중심지이고 전갱이·고등어·조기·상어·갈치·홍어 등이 풍부하여, 어업가구는 총가구의 80% 가까이 차지하고 있어 진도와는 대조적이다.
흑산도의 중심지인 흑산항은 천연적 양항으로서 어업기지인 동시에 인근 항해선박의 보급과 휴식처이고 대피항이다. 또 통신 연락의 중심지이기도 하며, 이 항구 근방 예리(曳里)에는 3~10월까지 파시(波市)를 이룬다. 부근 홍도(매가도)는 제2의 해금강이라고 불릴 정도로 기암과 괴석, 그리고 노송이 우거져 경승을 이루고 있다.